# Viacheslav Ragozin
Viacheslav Vasilyevich Ragozin (en ruso : Вячесла́в Васи́льевич Раго́зин; 8 de octubre de 1908-11 de marzo de 1962) fue un Gran Maestro Internacional de ajedrez soviético, un árbitro internacional de ajedrez y un Campeón mundial de ajedrez por correspondencia, además de escritor y editor de ajedrez.

## Carrera ajedrecística
Nacido en San Petersburgo, la carrera ajedrecística de Ragozin destacó por primera vez con una serie de excelentes resultados en la década de 1930. En el primero de ellos, derrotó al respetado maestro Alexander Ilyin-Zhenevsky en una partida en 1930 y fue galardonado con el título de maestro soviético. En Moscú 1935, ganó el premio al mejor juego por su victoria contra Andor Lilienthal. En el importante torneo de Moscú de 1936, venció a Salo Flohr y Emanuel Lasker, y estuvo muy cerca de derrotar a José Raúl Capablanca, el siempre ingenioso excampeón mundial que luchaba por llegar a un empate por jaque perpetuo en la frenética conclusión del juego. Le siguió una victoria en el campeonato de Leningrado de 1936 y el segundo lugar compartido con Alexander Konstantinopolsky (detrás de Grigori Levenfish) en el Campeonato soviético de 1937. En el torneo Leningrado-Moscú de 1939 terminó tercero, detrás de Flohr y Samuel Reshevsky, pero por delante de Paul Keres.
El éxito continuó en la década de 1940 con el primer premio en Sverdlovsk en 1942 y un triunfo repetido en el Campeonato de Leningrado de 1945. En 1946, terminó primero en Helsinki y venció a Igor Bondarevsky en un partido. Su mayor logro en el ajedrez fue en el torneo Chigorin Memorial (Moscú) de 1947, donde se colocó segundo, a medio punto de Mijaíl Botvínnik, pero notablemente por delante de grandes jugadores como Vasili Smyslov, Boleslavsky y Keres.
En la década de 1950, él y la mayoría de su generación habían sido superados por la nueva ola de jugadores que emergían de las escuelas de ajedrez soviéticas, pero Ragozin continuó en el Campeonato soviético, compitiendo un total de once veces, desde 1934 hasta 1956. De sus raras apariciones en torneos internacionales posteriores a 1950, su mejor resultado fue en el torneo Marianske-Lazne Steinitz Memorial de 1956, donde terminó segundo detrás de Miroslav Filip, por delante de Flohr, Ludek Pachman, Gideon Ståhlberg y un joven Wolfgang Uhlmann.
A lo largo de su vida, mostró interés y talento por casi todos los aspectos del juego de ajedrez. Por su juego superior, se convirtió en gran maestro en 1950 y en 1951 obtuvo el título de árbitro internacional. De 1956 a 1958, su enfoque principal cambió al ajedrez por correspondencia, donde demostró que también era un analista experto y teórico al convertirse en el segundo campeón mundial de ajedrez por correspondencia de la ICCF en 1959 con 9 victorias, 4 empates y 1 derrota. Su título de gran maestro de ajedrez por correspondencia le fue otorgado el mismo año.

## Segundo tras Botvínnik
Los logros de Ragozin junto con su estilo de juego creativo, atrajeron la atención del entonces campeón mundial Mijaíl Botvínnik. Pensó que Ragozin sería un compañero de entrenamiento ideal y jugaron muchas partidas secretas de entrenamiento, mientras Botvínnik se preparaba para importantes encuentros en el campeonato mundial. El estilo de Ragozin siempre había sido experimental y arriesgado, particularmente con respecto al sacrificio de peones para llevar la iniciativa. Mientras Botvínnik intentaba armar un repertorio de aperturas sólidas y confiables, era vital que fueran rigurosamente probadas contra cualquier juego de sacrificio latente. En consecuencia, muchos historiadores atribuyen la contribución de Ragozin como un factor significativo en el éxito de Botvínnik.
Ragozin y Botvínnik también se unieron para entrenar para el campeonato soviético de 1944. Para simular el ruido que estaría presente en la sala del torneo, practicaron con la radio a todo volumen. Botvínnik ganó el torneo, mientras que Ragozin, en el puesto 13 de 17, atribuyó sus derrotas a la inusual tranquilidad de su entorno.

## Carrera posterior
De 1946 a 1955, Ragozin editó la publicación de la revista Shakhmaty v SSSR y siguió con su carrera de ingeniero civil. Fue vicepresidente de la FIDE desde 1950 hasta 1961.
Murió en Moscú mientras reunía una colección de sus mejores juegos, que sus amigos completaron para su publicación en 1964, bajo el título Izbrannye Partii Ragozina (Juegos seleccionados de Ragozin). Contiene setenta y cuatro juegos que abarcan toda su carrera.

## Contribuciones a la teoría de aperturas
Sus contribuciones a la teoría de la apertura se referían principalmente al desarrollo de sistemas por los cuales las negras podían lograr la igualdad en los complejos gambito de dama y defensa Nimzoindia.
El gambito de dama defensa Ragozin o variante Ragozin, que normalmente se llega a través de los movimientos 1.d4 d5 2.c4 e6 3.Cf3 Cf6 4.Cc3 Ab4 (o por transposición), que ofrece juego activo negro desde el principio, ha experimentado un resurgimiento en los últimos tiempos.

## Partidas notables
- Viacheslav Ragozin contra P. Noskov, Moscú-Leningrado 1930, defensa siciliana, variante francesa (B40), 1-0[3]
- Andre Lilienthal contra Viacheslav Ragozin, 1935, defensa Nimzoindia, variante Samisch (E24), 0-1[4]
- Emanuel Lasker contra Viacheslav Ragozin, It 1936, defensa siciliana, variante dragón, clásico (B73), 0-1[5]
- Petar Trifunovic contra Vacheslav Ragozin, Moscú 1947, defensa holandesa, 0-1[6]
- Volf Bergraser contra Viacheslav Ragozin, corr-2 1956,  defensa india de rey, variante del fianchetto, Yugoslav Panno (E66), 0-1[7]
- Viacheslav Ragozin contra Mijaíl Tal, Riga 1951, Semi Slav Noteboom (D31), 0-1[8]